# Oligosarcus perdido
Oligosarcus perdido és una espècie de peix de la família dels caràcids i de l'ordre dels caraciformes.

## Morfologia
- Els mascles poden assolir 9,8 cm de llargària total.
- Nombre de vèrtebres: 39.[4]

## Hàbitat
Viu en zones de clima tropical.

## Distribució geogràfica
Es troba a Sud-amèrica: riu Perdido a la conca del riu Paraguai (Brasil).